# Rio Saint Marys
O rio Saint Marys por vezes grafado Saint Mary's, é um dreno do Lago Superior, desembocando no Lago Huron, e servindo como fronteira natural entre o Canadá (província de Ontário) e os Estados Unidos (estado de Michigan).
Duas cidades de nomes iguais se situam nas margens do rio: Sault Ste. Marie, do lado canadense, e Sault Ste. Marie, do lado americano.